# Pere Aguiló
Pere Aguiló (la Selva del Camp, segle xvi -1598), fou un religiós català, que fou prior d'Escaladei durant els períodes 1569-1584 i 1589-1596, conegut també com a impulsor de l'art renaixentista al Camp de Tarragona i en les obres d'ampliació del claustre del monestir.